# دابانگ-دونگ
دابانگ-دونگ (به لاتین: Daebang-dong) یک منطقهٔ مسکونی در کره جنوبی است که در Dongjak District واقع شده‌است.